# Oscar Blando
Oscar Blando (* 7. Februar 1924 in Rom; † 16. April 1994 in Capri) war ein italienischer Schauspieler.

## Leben
Blando arbeitete als Rettungsschwimmer in Ostia, als er im von Renato Castellani, der wie alle neorealistischen Regisseure auf der Suche nach neuen, unverbrauchten Gesichtern von der Straße war, entdeckt und für die Hauptrolle in Unter der Sonne von Rom verpflichtet wurde. Er stellte darin den Jugendlichen Ciro dar, immer an der Schwelle zur Kriminalität, zunächst von den Faschisten unterdrückt, dann von den Alliierten befreit. Die Karriere Blandos wurde mit dem ähnlich gelagerten, jedoch schon konventionelleren Vent'anni von Giorgio Bianchi fortgesetzt. Dann versuchte er sich am Revuetheater, wo er in Nuvole neben Bühnengrößen wie Nino Taranto, Marisa Vernati, Enzo Turco und Kiki Urbani spielte. Die große Karriere blieb jedoch aus; nach kleiner werdenden Rollen in durchschnittlichen Filmen machte er noch einige Jahre diverse Fotoromane, bevor er der Schauspielerei den Rücken kehrte.

## Filmografie (Auswahl)
- 1948: Unter der Sonne von Rom (Sotto il sole di Roma)
- 1956: Guardia, guardia scelta, brigadiere e maresciallo